# 見努世友
見努世友（みぬよのとも）は、江戸時代に作られた古筆手鑑の名品。一冊。古筆了伴の編か。国宝。東京都の出光美術館蔵。

## 概要
名称は『徒然草』十三段の「ひとり燈火のもとに文をひろげて、見ぬ世の人を友とするぞ、こよなう慰むわざなる」に由来する。
縦36cm、横47.5cmの帖装本。古筆貼付面は表48面、裏46面。所収古筆切数は表面に117枚、裏面に112枚の計229枚。うち40枚余りが鎌倉時代前期までの古筆切。一般的な極札の代わりに伝称筆者のみを記した付箋が貼られる。
了伴編の古筆手鑑『藻塩草』と配列や所収切、附帯するものなどに共通点が見られることから、『見努世友』も了伴の手になるものと推定される。

### 配列
表面 - 勅筆　親王　公卿　歌道家　女性　武家
裏面 - 経切　歌・書等の名人　世尊寺家　門跡　僧